# Threskeuein
Thrēskeuein (traslitterazione di θρησκεύειν, da θρησκεύω) è un verbo della lingua greca con cui gli scrittori e gli storici greci esprimevano un particolare atteggiamento soggettivo nei confronti delle pratiche religiose e cultuali. Il verbo è citato nel Lessico di Suda (sotto la voce θρησκευει) e ricorre in vari altri autori, tra cui Erodoto (Storie) e Plutarco (Vite parallele. Alessandro Magno). 

## Significato in Plutarco
Il significato è "adorare", "manifestare devozione". Il termine sottendeva tuttavia un'accezione negativa, come indicatore di una particolare inclinazione psicologica, avvertita come estranea alla sensibilità ellenica nei confronti della religione. Quest'accezione negativa è spiegata da Plutarco, in un passo della Vita di Alessandro, in cui lo storico greco fornisce anche quella considerava l'origine etimologica: il verbo, secondo Plutarco, deriverebbe da Θρῇσσαι (forma femminile ionica, «donne tracie»): il motivo risiederebbe nei particolari costumi religiosi espressi dalle donne di popolazioni barbare della Tracia, abitanti nei dintorni del monte Emo, dedite a riti forsennati e superstiziosi:
(Plutarco, Vite parallele. Alessandro Magno, II.8)
In base a questa etimologia, il verbo, nella traduzione italiana del passo di Plutarco, viene reso a volte come "tracizzare".

## Significato in Gregorio di Nazianzo
Un'etimologia simile è affermata anche da Gregorio Nazianzeno (Orazioni, 4.109), Dottore e Padre della Chiesa. Gregorio, in realtà, fa discendere il verbo da Θρᾷκες («Traci», forma maschile e attica), anziché da Θρῇσσαι (forma femminile ionica, «donne tracie»), come fa Plutarco. Inoltre, nel suo caso, diversamente dall'opinione comune, il significato del termine viene riferito complessivamente all'intero culto delle divinità olimpiche. Dal confronto con un altro passo di Gregorio (Orazioni, 39.5) si evince, però, che Gregorio attinge direttamente allo stesso Plutarco. Rispetto alla spiegazione primaria fornita da Plutarco, si tratta, quindi, di una "forzatura" etimologica operata da Gregorio, che si ritiene sia il frutto di una scelta polemica e retorica dell'autore cristiano.